# Parafia św. Marcina w Grążawach
Parafia św. Marcina w Grążawach – parafia rzymskokatolicka w diecezji toruńskiej, w dekanacie Górzno, z siedzibą w Grążawach.

## Historia
- Parafia została założona przez biskupów płockich w początku XIV w. Obecny drewniany kościół został wzniesiony ok. 1752 r. W 1818 r. parafia wraz z całym dekanatem górznieńskim została włączona do diecezji chełmińskiej.

## Grupy parafialne
- Akcja Katolicka, Katolickie Stowarzyszenie Młodzieży, Koło Różańcowe, Ministranci i lektorzy, Parafialny Klub Sportowy „Arka”, Szkoła Podstawowa Stowarzyszenia Przyjaciół Szkół Katolickich, Rycerze Kolumba.

## Miejscowości należące do parafii
- Bartniczka, Pólko, Łaszewo, Świerczynki